# Givaldo Vieira
Givaldo Vieira da Silva (Laranja da Terra, 28 de outubro de 1969), ou simplesmente, Givaldo Vieira, é um advogado e político brasileiro, filiado ao (PSB). Exerceu o mandato de Deputado Federal pelo Estado do Espírito Santo entre 2015 e 2019. Antes, foi vice-governador do Estado durante a gestão de Renato Casagrande (PSB) (2011–2015), Deputado Estadual (2007–2011) e Vereador da Serra (1997–2000). Formado em Direito pela Universidade Federal do Espírito Santo, advogado, é casado com a pedagoga Andressa Possoli e tem três filhos: Mariana, Arthur e Sophia.

## Formação Acadêmica
- Formado em Direito pela Universidade Federal do Espírito Santo (Ufes), Givaldo Vieira iniciou a carreira na advocacia, no início da década de 90.[2]

## Origem Política
Givaldo iniciou sua trajetória política militando na Pastoral da Juventude Nacional, onde chegou a ser coordenador nacional. Givaldo foi vereador da Serra entre 1997 a 2000; secretário de Direitos Humanos e Cidadania de 2001 a 2004; e, em seguida, secretário de Educação. Antes de se candidatar a deputado estadual, em 2006, Givaldo Vieira atuou como secretário de Coordenação Política da Prefeitura de Vitória.
Assumiu o mandato de deputado estadual na Assembleia Legislativa em 2007, quando foi membro das comissões de Turismo e de Direitos Humanos, e, ainda, presidente da Comissão de Acompanhamento do Programa de Aceleração do Crescimento (PAC), do Governo Federal.
Em 2008, licenciou-se do mandato de deputado para ser secretário de Estado do Trabalho, Assistência e Desenvolvimento Social (Setades) durante 11 meses. Nesse período, desenvolveu ações voltadas à inclusão social e produtiva, por meio de convênios com prefeituras e entidades em projetos de assistência social e da oferta de cursos de qualificação profissional, além da realização de conferências e debates sobre os direitos das mulheres, das pessoas com deficiência e dos idosos.
O retorno à Assembleia, em 2009, foi marcado pela dedicação às questões sociais trabalhadas por Givaldo à frente da Setades, além de sua atuação como segundo secretário da Mesa Diretora.
Em 3 de outubro de 2010, em primeiro turno, Givaldo foi eleito vice-governador do Espírito Santo junto a Renato Casagrande e assumiu, no dia 1 de janeiro de 2011, o cargo no Governo do Estado.
Como continuidade de um trabalho que já havia realizado enquanto deputado estadual, Givaldo também foi o coordenador do PAC 2 no Espírito Santo, oficialmente nomeado pelo Ministério das Relações Institucionais, pelo Ministério do Planejamento e pelo então governador. Givaldo esteve por cinco vezes no comando do Governo do Estado, no cargo de governador em exercício.
Eleito deputado federal em 2014, sendo votado nos 78 municípios capixabas, Givaldo é presidente da Comissão de Desenvolvimento Urbano da Câmara dos Deputados, o único capixaba a presidir uma comissão permanente nesta legislatura. Givaldo Vieira é também relator da Comissão Especial da Crise Hídrica e um parlamentar profundamente preocupado com as questões ligadas à sustentabilidade, à qualidade de vida nas cidades brasileiras e à defesa dos direitos dos trabalhadores do campo e dos municípios. Sua luta inclui ainda o combate ao desperdício de alimentos, de energia e de água, além de exercer forte atuação nas áreas de regularização fundiária, educação profissional, transparência e controle social.
- Ingressou nos movimentos populares e da juventude ainda na adolescência, no município de Serra, por meio da participação na Pastoral da Juventude, tendo sido coordenador nacional.
- Filiado ao Partido dos Trabalhadores (PT) entre 1989 e 2018, o capixaba foi vereador da Serra entre 1997 a 2000;
- Secretário de Direitos Humanos e Cidadania, e de Educação, no mesmo município, entre 2001 e 2004.
- Secretário de Coordenação Política em Vitória, em 2005,
- Eleito deputado estadual em 2007, após ter sido o 27º parlamentar mais votado do Espírito Santo nas eleições de 2006.
- No período entre 2008 e 2009, Givaldo Vieira se licenciou do mandato de deputado estadual e, a convite do governador Paulo Hartung, assumiu a Secretaria de Estado de Trabalho, Assistência Social e Direitos Humanos do Governo do Espírito Santo, época em que também foi eleito para o cargo de presidente do Diretório Estadual do PT.
- Em 2010, meses após ter retornado à Assembleia Legislativa cumprindo a função de 2º secretário da Mesa Diretora, foi eleito vice-governador do Espírito Santo na chapa do governador Renato Casagrande, tendo sido, entre 2011 e 2014, o coordenador regional do Programa de Aceleração do Crescimento (PAC).
- Durante as discussões sobre o impeachment da Presidente Dilma Roussef na Câmara dos Deputados, mais precisamente em 15 de abril de 2016, discursou em Plenário contra o prosseguimento do processo (conforme transmissão da TV Câmara).
- Em 07/03/2018 ingressou no PCdoB, onde pretende disputar a eleição para a Câmara dos Deputados